# مدرات (ذي السفال)

تعديل مصدري - تعديل

مدرات محلة تابعة لقرية الرباط رمادة، التابعة لعزلة حبير بمديرية ذي السفال إحدى مديريات محافظة إب في الجمهورية اليمنية، بلغ تعداد سكانها 251 حسب تعداد اليمن لعام 2004.